# کیسی راجرز
کیسی راجرز (انگلیسی: Kasey Rogers؛ ۱۵ دسامبر ۱۹۲۵ – ۶ ژوئیهٔ ۲۰۰۶) هنرپیشه اهل آمریکا بود.

## گزیده فیلمشناسی
از فیلم‌ها یا برنامه‌های تلویزیونی که وی در آن نقش داشته‌است می‌توان به آثار زیر اشاره کرد.
- آخرین مهلت شیکاگو (۱۹۴۹)
- سامسون و دلیله (فیلم ۱۹۴۹) (1949)
- مکانی در آفتاب (1951)
- بیگانگان در ترن (فیلم) (1951)
- خط فرانسه (1953)
- دربارهٔ خانم لزلی (1954)